# 十三刺客 (2010年電影)
《十三刺客》（日语：／ Jûsan-nin no Shikaku ?），2010年三池崇史執導的日本電影，翻拍自1963年的同名電影。役所廣司主演。

## 劇情
幕末弘化元年（1844年），將軍德川家慶的弟弟——明石藩主松平齊韶（稻垣吾郎飾，其實是影射歷史上的松平齊宣）是個專橫跋扈、冷酷無情、殺人如麻的暴君，他即將升任老中。爲了天下蒼生不被齊韶荼毒，筆頭老中土井利位（平幹二朗 飾）暗中下令旗本島田新左衛門（役所廣司 飾）組成13人的刺殺部隊刺殺齊韶。十三刺客在齊韶參勤交代歸國途中埋伏襲擊，於中山道落合宿展開決戰。

## 演員
刺客
- 島田新左衛門（御目付七百五十石）：役所廣司
- 島田新六郎（新左衛門的侄子）：山田孝之
- 倉永左平太（御徒目付組頭）：松方弘樹
- 三橋軍次郎（御小人目付組頭）：澤村一樹
- 樋口源內（御小人目付）：石垣佑磨
- 堀井彌八（御小人目付）：近藤公園
- 日置八十吉（御徒目付）：高岡蒼甫
- 大竹茂助（御徒目付）：六角精兒
- 石塚利平（足輕）：波岡一喜
- 平山九十郎（浪人、劍豪）：伊原剛志
- 佐原平藏（浪人、名槍手）：古田新太
- 小倉庄次郎（平山九十郎的學生）：窪田正孝
- 木賀小彌太（山民）：伊勢谷友介

明石藩
- 松平左兵衛督齊韶：稻垣吾郎
- 鬼頭半兵衛（明石藩御用人千石）：市村正親
- 間宮圖（明石藩江戶家老）：內野聖陽
- 淺川十太夫（明石藩近習頭）：光石研
- 出口源四郎（明石藩近習）：阿部進之介

幕府
- 土井大炊頭利位（江戶幕府老中）：平幹二朗

尾張藩
- 牧野靭負（尾張家木曾上松陣屋詰）：松本幸四郎
- 牧野妥女（靭負的兒子）：齋藤工
- 牧野千世（妥女的妻子）：谷村美月

其他
- 藝妓、山民女子（一人飾演兩角）：吹石一惠
- 三州屋德兵衛（落合宿莊屋）：岸部一德
- 被砍去四肢的可憐女子：茂手木櫻子

## 榮譽獎項
- 西切斯电影节[5]
  - 觀眾獎
  - 最佳美術獎（林田裕至）
- 第23回日刊體育電影大獎
  - 導演獎（三池崇史）[6]
  - 優秀男配角獎（稻垣吾郎）[7]
- 第32回橫濱電影節
  - 2010年日本電影十佳第1位[8]
  - 2010年日本電影個人獎[9]
    - 作品獎
    - 導演獎（三池崇史）
    - 編劇獎（天願大介）
- 第34回日本電影金像獎[10]
  - 優秀作品獎
  - 優秀導演獎（三池崇史）
  - 優秀編劇獎（天願大介）
  - 優秀男主角獎（役所廣司）
  - 優秀音楽獎（遠藤浩二）
  - 優秀攝影獎和最優秀攝影獎（北信康）
  - 優秀照明獎和最優秀照明獎（渡部嘉）
  - 優秀美術獎和最優秀美術獎（林田裕至）
  - 優秀錄音賞獎最優秀録音獎（中村淳）
  - 優秀編輯賞（山下健治）
- 第65回毎日電影獎[11][12][13]
  - 導演獎（三池崇史）
  - 男配角獎（稻垣吾郎）
  - 錄音獎（中村淳）
- 日本劇本作家協會「菊島隆三獎」[14]
  - 天願大介
- 大阪電影節[15]
  - 監督賞（三池崇史）
  - 女配角賞（谷村美月）
- 第15回日本網路電影大獎[16]
  - 男主角獎（役所廣司）
  - 男配角獎（稻垣吾郎）
  - 十佳作品獎第3位
- 第65回日本放送電影藝術大獎[17]
  - 最優秀男配角獎（稻垣吾郎）
  - 最優秀美術獎（林田裕至）
  - 最優秀錄音獎（中村淳）
  - 最優秀化妝獎（柘植伊佐夫、千葉友子）
  - 優秀作品獎
  - 優秀導演獎（三池崇史）
  - 優秀男主角獎（役所廣司）
  - 優秀攝影獎（北信康）
  - 優秀音樂獎（遠藤浩二）
  - 優秀照明獎（渡部嘉）
  - 優秀編輯獎（山下健治）
  - 優秀服裝設計獎（柘植伊佐夫、澤田石和寛）
  - 優秀視覺效果獎（太田垣香織）
- 第5回亞洲電影大獎[18]
  - 最佳美術獎（林田裕至）
- 奇幻國際電影節
  - 觀眾獎部門 最佳亞洲電影第一位[19]
- 電影評論家宇多丸（RHYMESTER）評選的2010年全部電影第一位[20]
- 第53回藍絲帶獎[21]
  - 作品獎
  - 男主角獎（役所廣司）
  - 男配角獎（稻垣吾郎）
- 第84回電影旬報十佳獎「2010年日本電影十佳」第4位[22]
- 雑誌「電影藝術」評選「2010年日本電影十佳」第8位[23]

## 外部連結
- 官方網站（日本）
- 官方網站（美國）
- 豆瓣电影上《十三刺客》的資料 （简体中文）